# Cebrià Jordà i Vidal
Cebrià Jordà i Vidal (Vilademuls, 1905 - Créteil (França), 1983) fou un polític català.

## Biografia
Format professionalment en el món sanitari, inicià la seva activitat política a l'organització gironina de la Unió Socialista de Catalunya (USC), esdevenint vicepresident de la Junta Directiva l'estiu del 1933, en el moment de la fusió amb l'agrupació local del Partido Socialista Obrero Español. Amb la creació del Partit Socialista Unificat de Catalunya (1936), del qual la USC en fou una de les organitzacions fundadores, accedí durant uns mesos com a representant del nou partit a l'Ajuntament de Girona i es mantingué en les seves funcions fins a la seva mobilització per als serveis de la sanitat militar el 1937.
El 1939 emprengué el camí de l'exili i fou internat al camp de Septfonds (Llenguadoc). Mobilitzat com a integrant d'una companyia de treballadors al nord de França fou capturat per l'exèrcit alemany el maig de 1940 a Amiens. L'agost d'aquell any fou internat al camp de concentració de Mauthausen, del qual passà més tard als "commandos" dependents de Ternberg, Schlier, Redl-Zipf i Ebensee, on actuà com a infermer. Fou alliberat per l'exèrcit nord-americà el maig de 1945 just el dia en què complia quaranta anys. Retornat a França amb importants seqüeles físiques, treballà com a cap practicant al dispensari de l'Institut Profilàctic del carrer d'Assas de París, creació de la Creu Roja Espanyola Republicana, al costat del doctor Rafael Vilar Fiol. Conegut com a Dispensari Cervantes, esdevingué un dels punts de trobada dels exiliats catalans i espanyols a la capital francesa.
El 1946 retrobà la seva esposa i el seu fill, establerts amb ell des d'aleshores a París. Mantingué la seva militància política al PSUC fins al 1949, quan formà part del grup que a França s'alineà amb les tesis de l'antic secretari general expulsat Joan Comorera, contràries a la subordinació de l'organització al Partido Comunista de España. Jubilat el 1964 després d'un greu accident d'automòbil, morí als afores de París el 1983 i fou enterrat a Illa del Riberal (Rosselló), on havia fixat la seva residència durant els darrers anys.

## Fons personal
El seu fons personal es conserva a l'Arxiu Nacional de Catalunya. El fons aplega fonamentalment la documentació produïda i rebuda per Cebrià Jordà i Vidal com a resultat de la seva deportació i reclusió en camps de concentració, la seva activitat professional i associativa. Així, hi trobem certificacions del seu pas pel camp de Septfonds (Lleguadoc) i el "commando" Ebensee, així com una placa d'identificació com a intern de Mauthausen i una relació de deportats gironins morts a Ternberg i altres camps. El fons aplega documentació de l'expedient de reconeixement de la condició de deportat polític i del gaudi d'una pensió com a víctima civil de la guerra. Pel que fa a l'activitat professional, destaca la documentació relativa a l'autorització d'exercici professional a França i l'expedient laboral, com a Cap Practicant primer i Administrador més tard, del Dispensari Cervantes de la Creu Roja Espanyola Republicana a París, que conté una informació apreciable sobre la gestió econòmica d'aquell establiment. Finalment, el fons aplega petites mostres de la documentació política i associativa derivada de l'activitat del productor a l'Agrupació Militar a França de la República Espanyola, al Casal de Catalunya a París i a diverses entitats franceses de suport als deportats gals i espanyols antifeixistes. Incorpora, a més, una biografia del productor realitzada pel seu fill en el moment de l'ingrés.